# Sommer-Paralympics 2016/Teilnehmer (Ecuador)
| stlisierte Goldmedaille | stlisierte Silbermedaille | stlisierte Bronzemedaille |
| ----------------------- | ------------------------- | ------------------------- |
| —                       | —                         | —                         |

Ecuador entsandte eine Athletin und vier Athleten zu den Paralympischen Sommerspielen 2016 in Rio de Janeiro,  die in einer Sportart antraten. Fahnenträger für Ecuador bei der Eröffnungsfeier war die Leichtathletin Poleth Isamar Mendes Sanchez.

## Teilnehmer nach Sportart

### Leichtathletik
Laufen
| Athleten                              | Wettbewerb | Vorlauf     | Vorlauf | Halbfinale | Halbfinale | Finale        | Finale        | Rang |
| Athleten                              | Wettbewerb | Zeit        | Rang    | Zeit       | Rang       | Zeit          | Rang          | Rang |
| ------------------------------------- | ---------- | ----------- | ------- | ---------- | ---------- | ------------- | ------------- | ---- |
| Männer                                |            |             |         |            |            |               |               |      |
| Damian Carcelen                       | 400 m T20  | 51,68 s     | 4       | —          | —          | 51,80 s       | 8             | 8    |
| Ronny Mauricio Santos Iza             | 400 m T20  | 54,41 s     | 5       | —          | —          | ausgeschieden | ausgeschieden | 11   |
| Darwin Castro Guide: Sebastian Rosero | 1500 m T11 | 4:21,29 min | 3       | —          | —          | ausgeschieden | ausgeschieden | 8    |
| Darwin Castro Guide: Sebastian Rosero | 5000 m T11 | —           | —       | —          | —          | 16:25,38 min  | 7             | 7    |

Springen und Werfen
| Athleten                     | Wettbewerb      | Finale  | Finale | Rang |
| Athleten                     | Wettbewerb      | Weite   | Rang   | Rang |
| ---------------------------- | --------------- | ------- | ------ | ---- |
| Männer                       |                 |         |        |      |
| Ronny Mauricio Santos Iza    | Weitsprung T20  | 6,74 m  | 7      | 7    |
| Damian Carcelen              | Weitsprung T20  | 5,87 m  | 12     | 12   |
| Stalin David Mosquera        | Kugelstoßen F20 | 14,79 m | 6      | 6    |
| Frauen                       |                 |         |        |      |
| Poleth Isamar Mendes Sanchez | Kugelstoßen F20 | 12,02 m | 5      | 5    |